# 临沧地不容
临沧地不容（学名：Stephania lincangensis）为防已科千金藤属的植物，其种加词“lincangensis”意为“临沧的”。中国特有植物。分布在中国大陆的云南等地，见于阳坡灌丛中，目前尚未由人工引种栽培。